# Billie Holiday Sings
An Evening with Billie Holiday  från 1952 är ett musikalbum med Billie Holiday. Albumet spelades in i mars 1952 vid Radio Recorders i Hollywood.

## Låtlista
1. I Only Have Eyes for You ( Harry Warren/Al Dubin) – 2:57
2. You Turned the Tables on Me (Louis Alter/Sidney D. Mitchell) – 3:29
3. Blue Moon (Richard Rodgers/Lorenz Hart) – 3:31
4. (In My) Solitude (Duke Ellington/Eddie DeLange/Irving Mills) – 3:31
5. These Foolish Things (Jack Strachey/Harry Link/Eric Maschwitz) – 3:38
6. You'd Be So Easy to Love (Cole Porter) – 3:01
7. You Go to My Head (J. Fred Coots/Haven Gillespie) – 2:56
8. East of the Sun (and West of the Moon) (Brooks Bowman) – 2:54

## Medverkande
- Billie Holiday – sång
- Charlie Shavers – trumpet
- Flip Phillips – tenorsax
- Oscar Peterson – piano
- Barney Kessel – gitarr
- Ray Brown – bas
- Alvin Stoller – trummor